# Raymond Herreman
Raymond Herreman, né à Menin le 21 août 1896 et mort à Ixelles le 6 mars 1971, est un poète, essayiste, journaliste et critique littéraire belge de langue néerlandaise.
Il a été deux fois lauréat du prix triennal national de poésie, en 1931 pour De roos van Jericho
et en 1938 pour Het helder gelaat.

## Biographie
Raymond Herreman a passé son enfance à Menin. Quand il était âgé de dix ans, ses parents ont quitté cette ville pour Gand. Il y a étudié à l’école normale où il fut le condisciple de Karel Leroux, Maurice Roelants et Achilles Mussche. Herreman y a coécrit avec Maurice Roelants ses premiers recueils sous un pseudonyme par crainte d’être renvoyés de l’école.
Après avoir obtenu son diplôme d’enseignant, Herreman est devenu instituteur à Bruxelles. En 1921, il a créé avec ses anciens camarades d’études et Richard Minne la revue poétique ’t Fonteintje qui n’a connu que trois années d’existence. Ensuite, Herreman a été journaliste, d’abord au Laatste Nieuws, mais il est bientôt passé au quotidien socialiste Vooruit. Il y a tenu une chronique littéraire quotidienne entre 1929 et 1970 sous le pseudonyme de Boekuil. En 1930, Herreman est entré dans la fonction publique, au Compte-rendu analytique néerlandais du sénat : d’abord comme rédacteur, puis, de 1945 jusqu’à sa retraite en 1964, comme directeur.
Son premier grand recueil, De roos van Jericho, a paru en 1931. Il se compose de trois cycles riches de l’expérience de Herreman. Ses recueils ultérieurs ont évolué vers le classicisme. La Seconde Guerre mondiale lui a donné l’inspiration nécessaire et quelques recueils ont paru en peu de temps. Après sa nomination comme directeur du Compte-rendu analytique, plus aucun recueil n’a paru durant plus de dix ans.
Entre 1932 et 1935, Herreman a été rédacteur de la revue littéraire Forum. Il a été l’un des cofondateurs, en 1946, et rédacteur du Nieuw Vlaams Tijdschrift. En 1947, Herreman est élu membre de la Koninklijke Academie voor Nederlandse Taal- en Letterkunde.

## Famille
Raymond Herreman a épousé en 1918 Yvonne Ligot. Il est le père de deux filles : Paule, la célèbre présentatrice de la RTB/RTBF, et Suzanne. En outre, Raymond Herreman était le beau-frère de l’écrivain Joris Vriamont.

## Œuvres
- 1914 – Eros (poésie, sous le pseudonyme de Raymond Vere)
- 1916 – Verwachtingen (recueil théâtral, sous le pseudonyme de Raymond Vere)
- 1931 – De roos van Jericho (poésie)
- 1931 – Vlaamsche arbeiderspoëzie (essai)
- 1935 – De hedendaagse Vlaamsche letterkunde – Littérature belge de langue flamande (essai)
- 1937 – Het helder gelaat (poésie)
- 1940 – Wie zijn dag niet mint, zal ten onder gaan (poésie)
- 1941 – Zeg mij hoe gij leest (essai)
- 1942 – Drie minnaars gevolgd door Het wit papier en Art poétique (poésie)
- 1943 – Vergeet niet te lezen. Klein handboek van het geluk (essai)
- 1944 – Album (critiques)
- 1945 – Vlaanderen, let op uw zaak (essai)
- 1956 – Gedichten (poésie)
- 1966 – Achilles Mussche (biographie)
- 1967 – Wankelbaar evenwicht (anthologie poétique)